# Gerbilliscus setzeri
Gerbilliscus setzeri is een zoogdier uit de familie van de Muridae. De wetenschappelijke naam van de soort werd voor het eerst geldig gepubliceerd door Schlitter in 1973.